# Francesco Michele Barra
Francesco Michele Barra (Castrovillari, 6 ottobre 1947) è un politico italiano.

## Biografia
Vive ed opera a Policoro, ed è il padre della scrittrice e conduttrice televisiva Francesca Barra.
Nel 1994 viene eletto deputato nel collegio di Pisticci della circoscrizione Basilicata, nella coalizione del Polo del Buon Governo. Nel corso della XII legislatura fa parte della VI Commissione permanente (finanze e tesoro) della Camera dei Deputati.